# NGC 2352
NGC 2352 (również ESO 492-**5) – grupa gwiazd znajdująca się w gwiazdozbiorze Wielkiego Psa, zwykle klasyfikowana jako gromada otwarta. Odkrył ją William Herschel 6 marca 1785 roku. Znajduje się w odległości ok. 5700 lat świetlnych od Słońca oraz 31,2 tys. lat świetlnych od centrum Galaktyki.